# Mount Sheffield
Mount Sheffield ist ein 915 m (nach britischen Angaben 785 m) hoher Berg im ostantarktischen Coatsland. Er ragt an der Nordseite der Shackleton Range am Zusammenfluss von Gordon-Gletscher und Slessor-Gletscher auf.
Erstmals kartiert wurde er von Teilnehmern der Commonwealth Trans-Antarctic Expedition (1955–1958) unter der Leitung des britischen Polarforschers Vivian Fuchs. Benannt ist er nach Alfred Harold Sheffield (1900–1983), Vorsitzender der Arbeitsgruppe für Kommunikation mittels Radiowellen des Internationalen Geophysikalisches Jahres, welcher der Expedition auf diesem Gebiet behilflich war.